# Фоон
Фоон, Тоон (др.-греч. Θόων, лат. Thoon) — имя нескольких персонажей греческой мифологии. Может означать:
- Тоон — гигант, убитый вместе с Агрием мойрами[1].
- Фоон — троянец, убитый Одиссеем[2].
- Фоон — сын Фенопса, убитый Диомедом вместе с братом своим Ксанфом[3].
- Фоон — феак[4].
- Тоон — участник индийского похода Диониса. Убит Коримбасом[5]
- Фоон (сын Икария)[нем.] — сын Икария и Астеродеи[нем.].